# Félix Auger-Aliassime
Félix Auger-Aliassime (Mont-real, el 8 d'agost de 2000) és un tennista canadenc.
En el seu palmarès consten cinc títols individuals i un de dobles masculins del circuit ATP. Aquests resultats li van permetre arribar al sisè lloc del rànquing individual (2002), el segon tennista masculí canadenc amb millor rànquing individual després de Milos Raonic, i el 60è lloc del rànquing de dobles masculins. Ha format part de l'equip canadenc de Copa Davis en diverses ocasions i va col·laborar amb la consecució del títol de l'any 2022.
Va començar a competir en el circuit professional des de molt jove, de fet, va aconseguir la primera victòria en un quadre principal amb menys de quinze anys, i el primer títol amb setze anys. Va guanyar el US Open individual en categoria júnior l'any 2016 i en dobles masculins un any abans amb el seu compatriota Denis Shapovalov.

## Biografia
Va néixer a Mont-real però va créixer a L'Ancienne-Lorette, barri de la Ciutat de Quebec. El seu pare, Sam Aliassime, és d'ascendència africana provinent de Togo i la seva mare, Marie Auger, és descendent de canadenc-francès. Té una germana més gran anomenada Malika, que també juga a tennis. Va començar a jugar a tennis amb només quatre anys aprofitant que el seu pare és entrenador de tennis al Club Avantage. És membre del programa d'entrenament nacional del Canadà des de 2014.

## Jocs Olímpics

### Dobles mixts
| Any  | Campionat                    | Parella            | Oponents                    | Resultat    |
| ---- | ---------------------------- | ------------------ | --------------------------- | ----------- |
| 2024 | Jocs Olímpics, París, França | Gabriela Dabrowski | Demi Schuurs Wesley Koolhof | 6−3, 7−6(2) |

## Palmarès

### Individual: 17 (7−11)
| Llegenda                          |
| --------------------------------- |
| Grand Slams (0−0)                 |
| ATP Finals (0−0)                  |
| ATP World Tour Masters 1000 (0−1) |
| ATP World Tour 500 (3−3)          |
| ATP World Tour 250 (4−7)          |

| Títols per superfície |
| --------------------- |
| Dura (7−6)            |
| Gespa (0−2)           |
| Terra batuda (0−3)    |

| Resultat  | Núm. | Data                 | Torneig                    | Superfície   | Oponent              | Marcador            |
| --------- | ---- | -------------------- | -------------------------- | ------------ | -------------------- | ------------------- |
| Finalista | 1.   | 24 de febrer de 2019 | Rio de Janeiro, Brasil     | Terra batuda | Laslo Đere           | 3−6, 5−7            |
| Finalista | 2.   | 25 de maig de 2019   | Lió, França                | Terra batuda | Benoît Paire         | 4−6, 3−6            |
| Finalista | 3.   | 16 de juny de 2019   | Stuttgart, Alemanya        | Gespa        | Matteo Berrettini    | 4−6, 6−7(11)        |
| Finalista | 4.   | 16 de febrer de 2020 | Rotterdam, Països Baixos   | Dura (i)     | Gaël Monfils         | 2−6, 4−6            |
| Finalista | 5.   | 23 de febrer de 2020 | Marsella, França           | Dura (i)     | Stéfanos Tsitsipàs   | 3−6, 4−6            |
| Finalista | 6.   | 18 d'octubre de 2020 | Colònia, Alemanya          | Dura (i)     | Alexander Zverev     | 3−6, 3−6            |
| Finalista | 7.   | 7 de febrer de 2021  | Melbourne, Austràlia       | Dura         | Dan Evans            | 2−6, 3−6            |
| Finalista | 8.   | 13 de juny de 2021   | Stuttgart (2)              | Gespa        | Marin Čilić          | 6−7(2), 3−6         |
| Guanyador | 1.   | 13 de febrer de 2022 | Rotterdam                  | Dura (i)     | Stéfanos Tsitsipàs   | 6−4, 6−2            |
| Finalista | 9.   | 20 de febrer de 2022 | Marsella (2)               | Dura (i)     | Andrei Rubliov       | 5−7, 6−7(4)         |
| Guanyador | 2.   | 16 d'octubre de 2022 | Florència, Itàlia          | Dura (i)     | J.J. Wolf            | 6−4, 6−4            |
| Guanyador | 3.   | 23 d'octubre de 2022 | Anvers, Bèlgica            | Dura (i)     | Sebastian Korda      | 6−3, 6−4            |
| Guanyador | 4.   | 30 d'octubre de 2022 | Basilea, Suïssa            | Dura (i)     | Holger Rune          | 6−3, 7−5            |
| Guanyador | 5.   | 29 d'octubre de 2023 | Basilea (2)                | Dura (i)     | Hubert Hurkacz       | 7−6(3), 7−6(5)      |
| Finalista | 10.  | 5 de maig de 2024    | Madrid, Espanya            | Terra batuda | Andrei Rubliov       | 6−4, 5−7, 5−7       |
| Guanyador | 6.   | 11 de gener de 2025  | Adelaida, Austràlia        | Dura         | Sebastian Korda      | 6−3, 3−6, 6−1       |
| Guanyador | 7.   | 2 de febrer de 2025  | Montpeller, França         | Dura (i)     | Aleksandar Kovacevic | 6−2, 6−7(7), 7−6(2) |
| Finalista | 11.  | 1 de març de 2025    | Dubai, Emirats Àrabs Units | Dura         | Stéfanos Tsitsipàs   | 3−6, 3−6            |

### Dobles masculins: 2 (1−1)
| Llegenda                          |
| --------------------------------- |
| Grand Slams (0−0)                 |
| ATP Finals (0−0)                  |
| ATP World Tour Masters 1000 (1−0) |
| ATP World Tour 500 (0−1)          |
| ATP World Tour 250 (0−0)          |

| Títols per superfície |
| --------------------- |
| Dura (1−0)            |
| Gespa (0−1)           |
| Terra batuda (0−0)    |

| Resultat  | Núm. | Data                  | Torneig         | Superfície | Parella        | Oponents                   | Marcador               |
| --------- | ---- | --------------------- | --------------- | ---------- | -------------- | -------------------------- | ---------------------- |
| Guanyador | 1.   | 8 de novembre de 2020 | París, França   | Dura       | Hubert Hurkacz | Mate Pavić Bruno Soares    | 6−7(3), 7−6(7), [10−2] |
| Finalista | 1.   | 20 de juny de 2021    | Halle, Alemanya | Gespa      | Hubert Hurkacz | Kevin Krawietz Horia Tecău | 6−7(4), 4−6            |

### Dobles mixts: 0 (0−0)
| Llegenda                 |
| ------------------------ |
| Grand Slam (0−0)         |
| Jocs Olímpics Bronze (1) |
| WTA Finals (0−0)         |
| WTA 1000 (0−0)           |
| WTA 500 (0−0)            |
| WTA 250 (0−0)            |

| Títols per superfície |
| --------------------- |
| Dura (0−0)            |
| Gespa (0−0)           |
| Terra batuda (0−0)    |

| Resultat  | Núm. | Data              | Torneig                      | Superfície   | Parella            | Oponents                    | Marcador    |
| --------- | ---- | ----------------- | ---------------------------- | ------------ | ------------------ | --------------------------- | ----------- |
| Guanyador | −    | 4 d'agost de 2024 | Jocs Olímpics, París, França | Terra batuda | Gabriela Dabrowski | Demi Schuurs Wesley Koolhof | 6−3, 7−6(2) |

### Equips: 3 (2−1)
| Resultat  | Núm. | Data                      | Torneig                     | Superfície | Equip                                                           | Oponents                                                                               | Marcador |
| --------- | ---- | ------------------------- | --------------------------- | ---------- | --------------------------------------------------------------- | -------------------------------------------------------------------------------------- | -------- |
| Finalista | 1.   | 20−24 de desembre de 2019 | Copa Davis, Madrid, Espanya | Dura (i)   | Vasek Pospisil Brayden Schnur Denis Shapovalov                  | R. Bautista Agut P. Carreño Busta Marcel Granollers Feliciano López Rafael Nadal       | 0−2      |
| Guanyador | 1.   | 9 de gener de 2022        | ATP Cup, Sydney, Austràlia  | Dura       | Steven Diez Brayden Schnur Denis Shapovalov                     | R. Bautista Agut P. Carreño Busta A. Davidovich Fokina Pedro Martínez A. Ramos Viñolas | 2−0      |
| Guanyador | 2.   | 27 de novembre de 2022    | Copa Davis, Màlaga, Espanya | Dura (i)   | Gabriel Diallo Alexis Galarneau Vasek Pospisil Denis Shapovalov | Matthew Ebden Thanasi Kokkinakis Alex de Minaur Max Purcell                            | 2−0      |

## Trajectòria

### Individual
| Open d'Austràlia | A           | A           | Q2          | 1R          | 4R    | QF    | 4R    | 3R | 0 / 5     | 12 – 5    |
| Roland Garros | A           | Q2          | A           | 1R          | 1R    | 4R    | 1R    |    | 0 / 4     | 3 – 4     |
| Wimbledon | A           | A           | 3R          | NC          | QF    | 1R    | 1R    |    | 0 / 4     | 6 – 4     |
| US Open | Q2          | 1R          | 1R          | 4R          | SF    | 2R    | 1R    |    | 0 / 6     | 9 – 6     |
| Jocs Olímpics | No celebrat | No celebrat | No celebrat | No celebrat | 1R    | NC    | NC    |    | 0 / 1     | 0 – 1     |
| ATP Finals | A           | A           | A           | A           | A     | RR    | A     |    | 0 / 1     | 1 – 2     |
| Total Victòries−Derrotes                                                                                                   | 0−0         | 6−10        | 33−23       | 23−19       | 38−24 | 60−27 | 23−19 |    | 183 – 122 | 183 – 122 |
| Rànquing a final d'any | 162         | 108         | 21          | 21          | 11    | 6     | 29    |    |           |           |
| Llegenda: G: Guanyador; F: Finalista; SF: Semifinalista; QF: Quarts de final; Q: Qualificació; A: Absent; RR: Round Robin; |             |             |             |             |       |       |       |    |           |           |